# Coleophora molybdodella
Coleophora molybdodella é uma espécie de mariposa do gênero Coleophora pertencente à família Coleophoridae.